# Ёсодзуми, Сакура
Сакура Ёсодзуми (яп. 四十住 さくら Yosozumi Sakura) (род. 15 марта 2002, Иваде) — японская скейтбордистка, олимпийская чемпионка и победительница Азиатских игр.

## Карьера
Ёсодзуми начала заниматься скейтбордингом в 2013 году. Сакура начала заниматься этим спортом вслед за старшим братом. В сентябре 2017 года она совмещала занятия в школе и тренировками, которые длились по пять часов в день.

### Кубок мира
На Кубке мира по скейтбордингу 2016 года в Токио она участвовала в дисциплине парк, где заняла 29-е место. Затем она приняла участие спустя два года в Ориндже и участвовала в дисциплине bowl, где заняла шестое место.

### Vans Park Series
Ёсодзуми выступила на чемпионате Азии «Vans Park Series» 2017 в Сингапуре, где заняла третье место. В женском дивизионе VPS Pro Tour в Бразилии в июне 2018 года Ёсодзуми заняла первое место, обойдя Индиару Асп из Бразилии и Брайтон Зойнер из США. На этапе в Хантингтон-Бич она заняла второе место в квалификационном раунде, но не смогла подняться на пьедестал, заняв пятое место в общем зачете.

### X Games
Ёсодзуми участвовала в дисциплине парк на X Games в Миннеаполисе. Она финишировала второй в квалификационном раунде, а в финале завоевала бронзовую медаль, уступив Брайтон Зойнер и Сэйбер Норрис из Австралии.

### Азиатские игры
Япония на Азиатских играх 2018 года, проходивших в Джакарте и Палембанге выиграла три золотые медали в скейтбординге. Ёсодзуми принесла одну из трёх наград высшей пробы в дисциплине парк. Она опередила серебряного призёра японку Кая Иса и бронзового призёра Чжан Синь из Китая.

### Олимпийские игры
4 августа 2021 года Сакура Ёсодзуми стала олимпийской чемпионкой на домашних Играх в Токио, опередив 12-летнюю соотечественницу Кокона Хираки и 13-летнюю британку Скай Браун.